# Heinemannomyces
Heinemannomyces is een monotypisch geslacht van schimmels behorend tot de familie Agaricaceae. Het geslacht bevat alleen Heinemannomyces splendidissimus.